# Max van Heeswijk
Max Lambert Peter van Heeswijk (nascido em 2 de março de 1973) é um ex-ciclista profissional holandês.
Representou os Países Baixos competindo na prova de estrada (individual) em Sydney 2000 e Atenas 2004, terminando na 14ª e 17ª posição, respectivamente.